# Cas Odenthal
Cas Odenthal (Leersum, 26 september 2000) is een Nederlands voetballer die doorgaans als centrale verdediger speelt.
Cas Odenthal is de kleinzoon van Joop Odenthal, die 24 interlands speelde voor het Nederlands voetbalelftal.

## Carrière

### N.E.C.
Odenthal speelde in de jeugd van VV HDS, FC Utrecht en N.E.C. Odenthal speelde in het seizoen 2018-2019 als aanvoerder in de jeugd van NEC. Hij debuteerde voor N.E.C. op 9 augustus 2019, in de met 1-2 verloren thuiswedstrijd tegen FC Eindhoven. Na dit seizoen sloot Odenthal aan bij het eerste elftal en tekent hij een contract tot midden 2021. De eerste vijf wedstrijden van het nieuwe seizoen begon Odenthal in de basis. Daarna verdween in de basis. In het seizoen 2020/21 won hij uiteindelijk de concurrentiestrijd met Kevin Bukusu en Syb van Ottele. Op 2 maart 2021 maakte hij zijn eerste doelpunt voor de club. Hij kopte in de met 4-1 gewonnen wedstrijd van FC Den Bosch een vrije trap van Joep van der Sluijs binnen.
Bij afwezigheid van eerste en tweede aanvoerders Rens van Eijden en Jordy Bruijn was Odenthal in april en mei 2021 vijf wedstrijden aanvoerder van N.E.C. Op 23 mei 2021 promoveerde Odenthal met N.E.C. naar de Eredivisie, door in de finale van de play-offs NAC Breda met 1-2 te verslaan. In die wedstrijd maakte Odenthal uit een vrije trap van Jordy Bruijn de belangrijke 0-1. Op 25 september 2021 scoorde Odenthal zijn eerste Eredivisiegoal, in de met 5-3 verloren uitwedstrijd tegen Feyenoord. Hoewel hij hiervoor alles gespeeld had, was hij in de laatste zes speelrondes ineens zijn basisplaats kwijt. Dit omdat hij zijn aflopende contract niet wilde verlengen.

### Italië
Op 26 juli 2022 maakte Odenthal transfervrij de overstap naar Serie B-club Como 1907, dat seizoen ook Cesc Fàbregas hebben aangetrokken. Daar maakte hij op 17 september tegen SPAL zijn debuut. Sindsdien is hij basisspeler bij de Italiaanse club. In 2024 promoveerde Odenthal met Como naar de Serie A. Hij maakte op 30 juli 2024 de overstap naar US Sassuolo in de Serie B.

## Statistieken
| Seizoen                    | Club           | Competitie     | Competitie | Competitie | Beker | Beker | Overig | Overig | Totaal | Totaal |
| Seizoen                    | Club           | Competitie     | Wed.       | Dlp.       | Wed.  | Dlp.  | Wed.   | Dlp.   | Wed.   | Dlp.   |
| -------------------------- | -------------- | -------------- | ---------- | ---------- | ----- | ----- | ------ | ------ | ------ | ------ |
| 2019/20                    | N.E.C.         | Eerste divisie | 6          | 0          | 0     | 0     | 0      | 0      | 6      | 0      |
| 2020/21                    | N.E.C.         | Eerste divisie | 29         | 1          | 2     | 0     | 3      | 1      | 34     | 2      |
| 2021/22                    | N.E.C.         | Eredivisie     | 28         | 1          | 4     | 0     | 0      | 0      | 32     | 1      |
| 2022/23                    | Como 1907      | Serie B        | 30         | 0          | 0     | 0     | 0      | 0      | 30     | 0      |
| 2023/24                    | Como 1907      | Serie B        | 25         | 2          | 1     | 0     | 0      | 0      | 26     | 2      |
| Carrièretotaal             | Carrièretotaal | Carrièretotaal | 118        | 4          | 7     | 0     | 3      | 1      | 128    | 5      |
| Bijgewerkt op 4 maart 2024 |                |                |            |            |       |       |        |        |        |        |